# Stereophyllum fulvum
Stereophyllum fulvum là một loài Rêu trong họ Stereophyllaceae. Loài này được (Harv.) A. Jaeger miêu tả khoa học đầu tiên năm 1880.